# تان‌توین
قصبه تان‌توین (به ویتنامی: Xã Tân Tuyến) یک قصبه در ویتنام است که در تابعیت شهرستان چی‌تون، در استان آن‌جانگ می‌باشد.